# První Québecká konference

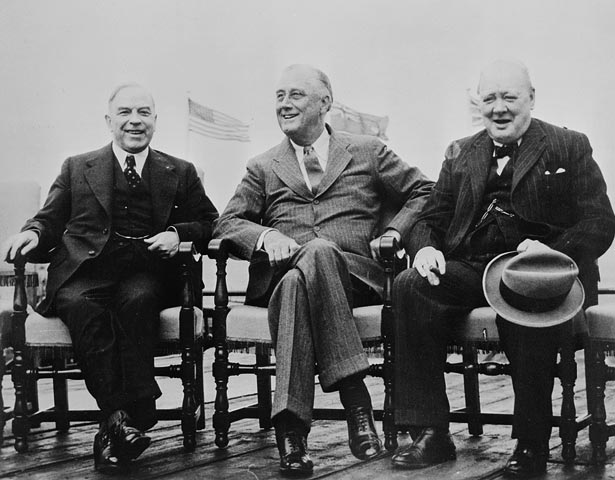
Mackenzie King, Franklin Delano Roosevelt a Winston Churchill na konferenci

První Québecká konference probíhala od 19. srpna až do 24. srpna 1943 v kanadském městě Québec. Je známá spíše jako operace pod krycím jménem „Quadrant“. Byla to konference, jež měla velmi velký vliv na operaci „Overlord“ a na postup Spojenců v Pacifiku a v jihovýchodní Asii. Byla to výhradně konference Západních Spojenců, a tudíž zde nebyla ruská účast. Hlavní představitelé této konference byli Winston Churchill (zastupoval Velkou Británii), Franklin Delano Roosevelt (zastupoval Spojené státy americké) a Mackenzie King (zastupoval Kanadu, která byla tehdy ještě dominiem Velké Británie).

## Před konferencí
Britská delegace přijela 11. srpna. Krátce po tom se setkal Roosevelt s Churchillem v prezidentově sídle, které se jmenovalo „Hyde Park“. Šlo o ryze nepolitickou záležitost a po třech dnech odpočinku se Churchill vrátil do Québecu. Před prvním zasedáním se do místa konference dopravili Roosevelt, Harry Hopkins (jeho odborný poradce a vyslanec) a Anthony Eden (britský ministr zahraničí).

## Konference – první zasedání
Konference začala prvním zasedáním, které se konalo v Citadele (významná budova v Québecu) 19. srpna. Zde se velice řešila operace „Overlord“. Během konference byl schválen náčelníky štábů plán pro zmíněnou operaci vypracovanou generálem Morganem. Bylo vyřčeno, že po soustředění spojeneckých sil bude prioritním cílem prorazit s těmito silami do srdce Německa a zároveň bylo jednomyslně schváleno, že spojenecké operace ve Středomoří, kde byla právě dobyta Sicílie a připravovalo se vylodění na pevninskou Itálii, nesmí ohrozit úspěch operace „Overlord“. Sám Winston Churchill poté navrhl, aby se počet mužů, kteří se měli vylodit ve Francii, zvedl nejméně o 25 %. „Ze všeho nejdůležitější je, aby počáteční uchycení na pobřeží bylo pevné.“ řekl, aby podpořil své tvrzení. S tím zároveň přišla na řadu otázka velení této operaci. Rozhodlo se, že této operaci bude velet Američan (kdo, to se rozhodlo těsně po konferenci v Teheránu), ovšem jen za předpokladu, že ve Středomoří bude velet Brit.
Ohledně Itálie bylo dohodnuto, že nyní se boj a postup rozřadí do tří částí. První část obsahovala myšlenku o tom, jak je důležité donutit Itálii, aby přestala válčit a vybudovat pak v tom případě letiště u Říma. Druhá část vyjadřovala nutnost obsazení Korsiky a Sardinie. Třetí poukazovala na možnost provedení operace „Anvil“ (vylodění na jižním pobřeží Francie) po obsazení Říma. Tato operace se pak měla stát předmětem velice ostrých debat mezi Američany a Brity. To se projevilo ale až o rok později.
Pacifik se stal na prvním zasedání kamenem úrazu, jelikož Britové velice prosazovali útok na Sumatru s tím, že by se po dobytí (byť i jen po částečném) tento ostrov skvěle hodil pro letecké útoky na japonské konvoje. Proti tomuto obsazení byl prezident Roosevelt, který poukazoval na fakt, že by to bylo jen plýtvání vojáků a materiálu. Tvrdil, že po americkém dobytí Filipín stejně tento ostrov padne. Navíc tento postup podle něj neodpovídal celkové strategii obkličování Japonska. Poté britský premiér ustoupil a zároveň dal slib, že se Británie bude podílet na akcích v Pacifiku proti samotnému Japonsku s Američany.

## Konference – druhé zasedání
Druhé zasedání se konalo 23. srpna večer a zase se v něm projednávala strategie postupu v jihovýchodní Asii. Celkově se jak Američané, tak i Britové shodli, že cílem v jihovýchodní Asii bude navázání silnice z Barmy do Číny a zabezpečení a zlepšení letecké cesty také z Barmy do Číny. Padl i návrh, že by mělo být ustanoveno samostatné velitelství v Jihovýchodní Asii. Byl přijat a velitelem byl ustanoven generál Louis Mountbatten. Winston Churchill poté řekl, že doufá, že Japonsko padne po Německu nanejvíc do dvanácti měsíců. Ostatní s tím souhlasili. Během konference však přišla špatná zpráva ze Středomoří, že při nadcházejícím vylodění v Itálii se z důvodu nedostatku sil zmenšil počet výsadkových divizí na šest. Okamžitě to bylo probráno a rozhodlo se, že musí být navýšen počet mužů ve Středomoří do října nejméně o sto tisíc mužů. Tím skončila konference. Obě dvě strany dosáhly velice slušných řešení a dokonce byl i uznán výbor Svobodných Francouzů.

## Galerie

Účastníci První québecké konference, 18. srpna 1943. Sedící (zleva): Mackenzie King, Franklin Delano Roosevelt a Winston Churchill. Stojící (zleva): generál Henry H. Arnold (velitel USAAF), hlavní maršál letectva sir Charles Portal (náčelník štábu letectva), generál sir Alan Brooke (náčelník generálního štábu), admirál Ernest King (náčelník námořních operací), polní maršál sir John Dill (starší britský přidělenec), generál George C. Marshall (náčelník štábu Armády Spojených států), admirál sir Dudley Pound (první námořní lord) a admirál William D. Leahy (náčelník Rooseveltova štábu)
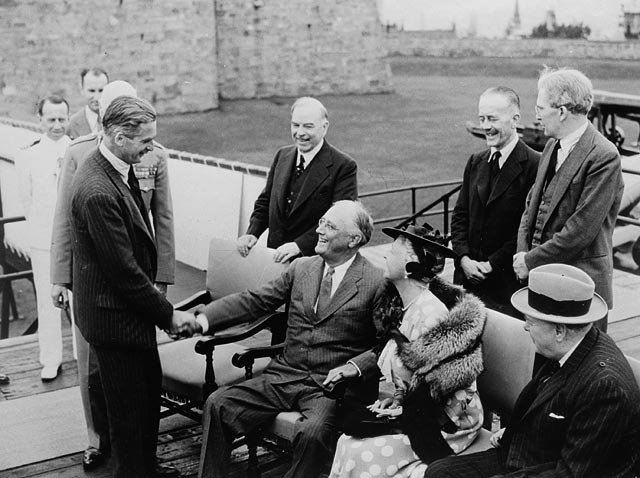
Prezident Roosevelt se zdraví s britským ministrem zahraničí Anthonym Edenem
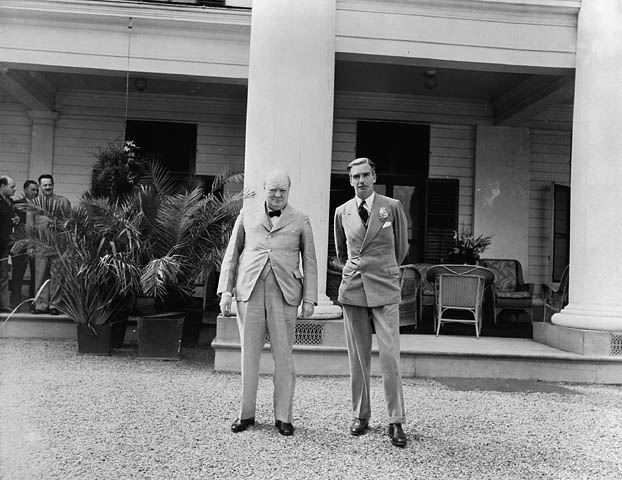
Britský předseda vlády Winston Churchill a ministr zahraničí Anthony Eden